# Sesuvium congense
Sesuvium congense är en isörtsväxtart som beskrevs av Friedrich Welwitsch och Oliver. Sesuvium congense ingår i släktet Sesuvium och familjen isörtsväxter. Inga underarter finns listade i Catalogue of Life.